# Иннокентьевское
Инноке́нтьевское — пресноводное озеро в Нанайском районе Хабаровского края России. Площадь зеркала — 31,4 км². Водосборная площадь — 575 км². Высота на уровнем моря — 20 м. Максимальная глубина составляет 2,5 м.
Озеро Иннокентьевское находится в правобережной пойме нижнего течения реки Амур, соединяется с ней протоками Синдани, Иннокентьевская и Хоринская.
Имеет удлинённую форму, западная береговая линия сильно изрезана протоками и вдающимися полуостровами. Берега низкие. В юго-восточной части озера имеются три залива, в каждый из которых впадают реки: Большие Кучи, Малые Кучи и Хойдур. Имеет сток в Амур через протоки Синдани, Иннокентьевская и Хоринская. Озеро Иннокентьевское также соединяется на севере протокой с соседним озером Холджен, от которого отделено полоской земли шириной 140-180 м.
На северном берегу озера, в устье протоки Синдани расположен посёлок Джонка. Село Иннокентьевка — спутник посёлка Джонка, от которого получило название озеро — стоит на правом берегу Иннокентьевской протоки. К югу и востоку проходит автомобильная дорога A376 Хабаровск — Комсомольск-на-Амуре.
В 2021 году детёныши дальневосточной черепахи, включенной в Красные книги РФ и Хабаровского края, были выпущены в озеро для сохранения и размножения.